# شارلوت اسپنسر
شارلوت اسپنسر (انگلیسی: Charlotte Spencer؛ زادهٔ ۲۶ سپتامبر ۱۹۹۱) بازیگر، خواننده و هنرمند رقص اهل بریتانیا است.
از فیلم‌ها یا برنامه‌های تلویزیونی که وی در آن نقش داشته‌است، می‌توان به سَـندیتون، هتل بابل، تد لاسو، ما، سایه‌های سیاه، بینوایان، بدرفتاری، سیندرلا، دوک و قلب بغداد اشاره کرد.